# Joana Resende
Joana dos Santos Resende (Oporto, 23 de marzo de 2001), más conocida como Joana Resende es una jugadora de balonmano portuguesa que juega de lateral en el equipo español del Costa del Sol Málaga y forma parte de la selección nacional de Portugal.

## Trayectoria
Se crio en la prolífica escuela del Clube de Andebol de Leça al que llegó en 2008, pasó por el Colégio de Gaia (de donde salieron otras grandes jugadoras como Patrícia Lima) con el que consiguió el doblete de Liga y Copa (además de debutar en la EHF Cup) y fue fichada, con 18 años, por el Sporting Lisboa Benfica para la temporada 2019–20.
Su carrera comenzó a destacar a nivel internacional cuando representó a Portugal en el Campeonato Mundial Junior Femenino de Balonmano de 2018, donde su equipo se clasificó en el decimoctavo lugar. Posteriormente, en el Campeonato Europeo Femenino de Balonmano Sub-19 de 2019, contribuyó significativamente al equipo, logrando un puesto 14 en la competición (dónde, además, fue la máxima goleadora de Portugal y la máxima anotadora del torneo, con un total de 55 goles). 
Joana hizo su debut internacional en la selección nacional de Portugal el 25 de noviembre de 2018, en un partido contra Grecia.
En 2020 fichó por el Paris 92, en el que permaneció dos temporadas y le permitió jugar en la EHF European League. En el 2022, fichó por su actual club, el HBCAM63 de la segunda división francesa.
Se anunció su fichaje por el Costa del Sol Málaga en marzo del 2024 para las siguientes dos temporadas.

### Balonmano playa
Habitual de la selección portuguesa de balonmano playa desde los equipos sub-16, sus últimas participaciones han sido en los Juegos Europeos del 2023, donde terminó en quinta posición y el Mundial del 2024, donde terminó en sexta.

### Clubes
- 2017–19: Colégio de Gaia
- 2019–20: SL Benfica
- 2020–22: Paris 92
- 2022–24: Clermont Auvergne Métropole 63
- 2024- : Costa del Sol Málaga

## Títulos y galardones

### Clubes
- 1 x Liga de Portugal (Colégio de Gaia 2018/19)
- 1 x Copa de Portugal (Colégio de Gaia 2018/19)
- 2 x Campeón de Portugal de Iniciados (Sub-15) (2013/2014 y 2015/2016)

### Galardones individuales
- Máxima goleadora del Campeonato de Europa Junior de 2019.
- Premio a la Deportista Revelación de la Federación Portuguesa de balonmano

## Vida
En el ámbito personal, Joana es hija del exjugador de balonmano portugués Carlos Resende y hermana de la también jugadora Patrícia Resende.